# Gypona lita
Gypona lita är en insektsart som beskrevs av Delong och Freytag 1964. Gypona lita ingår i släktet Gypona och familjen dvärgstritar. Inga underarter finns listade i Catalogue of Life.